# Sciuscià (programma televisivo)
Sciuscià è stato un talk-show politico televisivo italiano condotto da Michele Santoro, andato in onda su Rai 1 e Rai 2 dal 2000 al 2002.
Ogni puntata comprendeva una serie di reportage di tematiche solitamente politiche e sociali.
Nell'annata 2000-2001 andò in onda solo come reportage rispettivamente di martedì e giovedì in seconda serata, alternandosi col talk show Il raggio verde; l'edizione 2001-2002 de facto "assorbì" anche questo format, affiancando al suddetto momento un appuntamento del venerdì in prima serata, dal titolo Sciuscià - Edizione straordinaria.

## Sospensione della trasmissione
Sciuscià fu una delle tre trasmissioni televisive criticate dal Presidente del Consiglio Silvio Berlusconi il 18 aprile 2002 con il cosiddetto editto bulgaro, in quanto testimonianza dell'«uso criminoso» che Santoro faceva della televisione pubblica.
Il programma televisivo venne in seguito cancellato; l'ultima puntata andò in onda il 20 aprile 2002, con Santoro che la introdusse cantando Bella ciao, celebre canto partigiano italiano.
La chiusura di Sciuscià diede inizio a quattro anni di assenza di Santoro dalla Rai, che si concluse nel 2006 col lancio di Annozero.

## Ascolti della stagione 2001/2002
Il 7 giugno 2011 Michele Santoro pubblicò sul sito web di Annozero lo storico degli ascolti delle sue trasmissioni andate in onda su Rai 3 e su Rai 2. Nello specifico, Sciuscià registrò degli ascolti pari a 4.221.000 telespettatori con uno share del 17,72%, ancora migliore di quello segnato da Il raggio verde e ben al di sopra della media ascolti dell'epoca di Rai 2 (13,51% sulle 24 ore).